# 2022-es sakkolimpia
A 44. nyílt és 29. női sakkolimpiát 2022. július 29. és augusztus 10. között az indiai Csennaiban rendezték meg. A 2018-as sakkolimpia után következő eseményt eredetileg Hanti-Manszijszkban rendezték volna a 2019-es sakkvilágkupával együtt, de áthelyezték Moszkvába, és a 2020. augusztus 5–17. közötti időszakra tervezték. A Covid19-világjárvány miatt ezt elhalasztották. Az ukrajnai orosz inváziót követően Csennai kapta meg a torna rendezésének jogát. Ez volt az első alkalom, hogy az olimpiát Indiában rendezték.
A sakkolimpia fő helyszíne a Four Points by Sheraton kongresszusi központja, a nyitó- és záróceremóniát pedig a Jawaharlal Nehru Stadionban tartják.
Az olimpián a nyílt versenyre 186 ország 188 csapattal, míg a női versenyre 160 ország 162 csapattal nevezett, ami rekordnak számít a sakkolimpiák történetében. A rendező India mindkét kategóriában három csapatot indíthatott. Az eseményen 1736 sakkozó vett részt, közülük 937 a nyílt és 799 a női versenyen. A versenybírói karnak tagja volt a magyar Gyömbér Tamás is.
A címvédő a nyílt és a női versenyen is Kína csapata volt, ők azonban nem indultak el ezen a tornán. A kínai szövetség a távolmaradásukat nem indokolta. Oroszország és Fehéroroszország válogatottja a Nemzetközi Sakkszövetség szankciója miatt nem indulhatott az olimpián.
Az olimpiai bajnoki címet a nyílt versenyen Üzbegisztán szerezte meg, második lett Örményország, míg India 2. csapata végzett a harmadik helyen. A női verseny győztese Ukrajna, a 2. helyezett Grúzia, a 3. helyen India csapata szerezte meg. Az angol David Howell érte el a legjobb egyéni eredményt 7,5 pontot szerezve 8 játszmából. Magyarország csapatai a nyílt versenyen 8., a női mezőnyben 11. helyezést értek el.
A sakkolimpia ideje alatt rendezték meg a Nemzetközi Sakkszövetség (FIDE) 93. kongresszusát, melyen újraválasztották a szervezet elnökét, Arkagyij Dvorkovicsot.

## A részt vevő versenyzők
A versenyen a világranglista első tíz helyezettjéből hét játékos vesz részt. A világbajnok, Magnus Carlsen hazája, Norvégia első tábláján játszik. A korábbi világbajnok indiai Visuvanádan Ánand nem játszik a rendező ország színeiben, de úgy döntött, hogy mentorálja a csapatot. Jan Nyepomnyascsij és Ting Lizsen, a 2023-as sakkvilágbajnokságon a világbajnoki cím esélyesei Oroszország felfüggesztése, illetve Kína távolmaradása miatt hiányzik a tornáról. Az olimpiát kihagyó élvonalbeli játékosok közé tartozik a francia Ali-Reza Firuzdzsá és Maxime Vachier-Lagrave, utóbbi a kedvezőtlen időjárási körülményekre hivatkozott döntése indokaként, Tejmur Radzsabov nem sokkal a verseny kezdete előtt visszalépett egy Covid19-fertőzés utóhatásai miatt. Ezzel szemben az amerikai színekben játszó Fabiano Caruana, Levon Aronjan és Wesley So részt vesz a tornán.
A női tornán a világranglista első tíz helyezettjéből csak hárman játszanak: az ukrán testvérpár, a korábbi világbajnok Marija Muzicsuk és Anna Muzicsuk, valamint a grúz Nana Dzagnidze. A világelső Hou Ji-fan, a jelenlegi női világbajnok Csü Ven-csün és a korábbi női világbajnok Tan Csung-ji Kína távolmaradása miatt hiányzik az olimpiáról, míg a korábbi női világbajnok Alekszandra Kosztyenyuk és az ugyancsak Top10-es Alekszandra Gorjacskina és Jekatyerina Lagno Oroszország eltiltása miatt nem játszhat.
A résztvevő versenyzők átlagos Élő-pontszáma alapján Magyarország válogatottja a nyílt versenyen a 19., míg a női versenyen a 12. helyre lett rangsorolva. A magyar csapatból hiányzik a világranglistán Top10-es Rapport Richárd, akivel a szövetség nem tudott megegyezni az indulás feltételeiről, és az utolsó pillanatban maradt ki a csapatból Gledura Benjámin, mivel indulás előtti Covid-tesztje pozitív lett.

## A lebonyolítás szabályai
A versenyt 11 fordulós svájci rendszerű verseny formájában rendezik. A gondolkodási idő minden játszmában versenyzőnként 90 perc az első 40 lépés megtételére, majd a 40. lépést követően, ha addig a játszma nem fejeződik be, újabb 30 percet kapnak. Az időhöz az első lépéstől kezdve lépésenként 30 másodperc többletidő adódik hozzá. Egy csapat öt versenyzőt nevezhetett, közülük fordulónként négy fő játszhat. A csapatok táblasorrendjét, amely taktikai okokból nem feltétlenül egyezik meg az Élő-pontszámuk sorrendjével, az első forduló előtt le kellett adni a versenybíróságnak. Ezt követően az egyes fordulókban csak ennek a sorrendnek a figyelembe vételével ülhetnek asztalhoz.

### A végeredmény meghatározása
A verseny sorrendjét az egyes csapatok által szerzett meccspontok határozzák meg, amely szerint a győztes csapat 2 pontot, döntetlen esetén mindkét csapat 1 pontot kap. Holtverseny esetén először a Sonneborn–Berger-számítást veszik alapul, ha ez is egyenlő, akkor a csapatok játékosai által gyűjtött pontszámok döntenek, ha ez is egyenlő, akkor az ellenfél csapatok által szerzett meccspontokat számolják össze, a számításból kihagyva a leggyengébb csapat pontszámát.

## A legerősebb csapatok

### Nyílt verseny
Az erősorrendet a nyílt versenyen Oroszország és Kína távollétében a 2771-es átlag-Élő-pontszámmal rendelkező Amerikai Egyesült Államok válogatottja vezeti a 2696 pontátlagú India és a 2692 átlag-Élő-ponttal rendelkező Norvégia előtt. Utóbbiak magas átlagát a világbajnok Magnus Carlsen pontszáma húzza fel. A negyedik a rangsorban Spanyolország 2687, az ötödik Lengyelország 2683, míg a hatodik Azerbajdzsán 2680 ponttal. Magyarország a 19. legerősebb csapatnak számít a 188 fős mezőnyben 2607 átlagponttal.

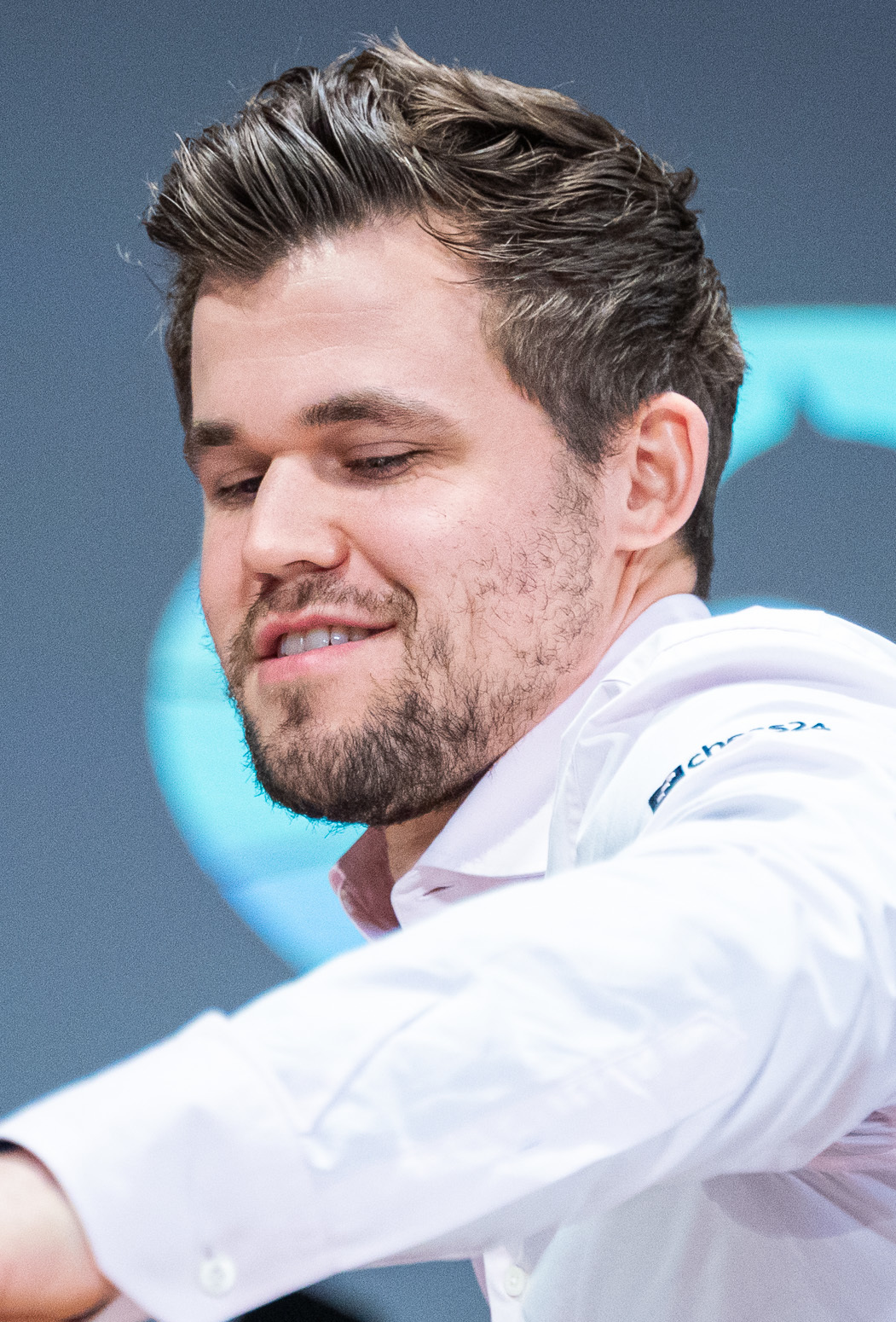
A világbajnok és a világranglistát vezető Magnus Carlsen Norvégia első táblása
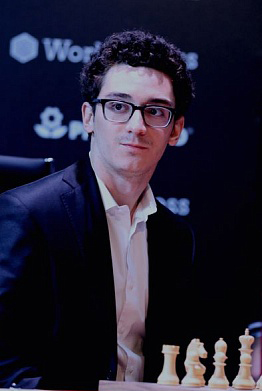
Fabiano Caruana, a világranglista 4. helyezettje játszik az Amerikai Egyesült Államok első tábláján
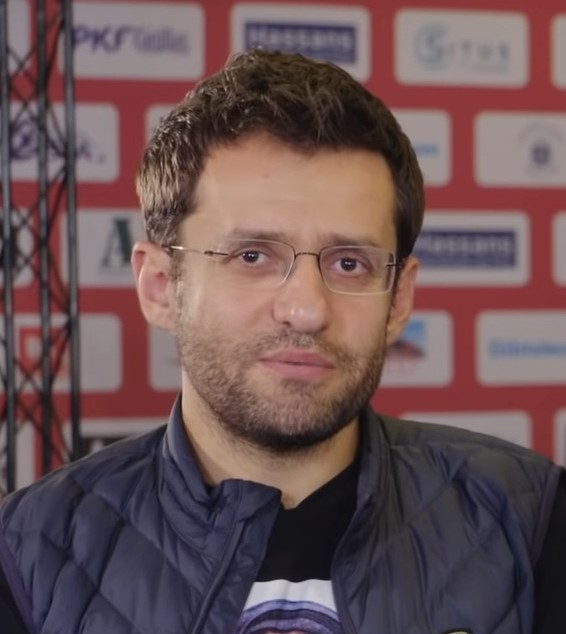
Levon Aronján, a világranglista 5. helyezettje, az Amerikai Egyesült Államok 2. táblása
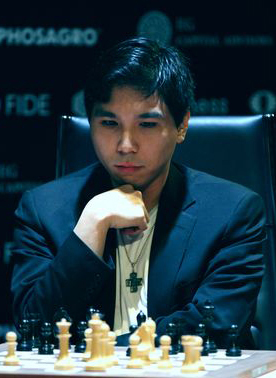
Wesley So, a világranglista 6. helyezettje, az Amerikai Egyesült Államok harmadik táblása
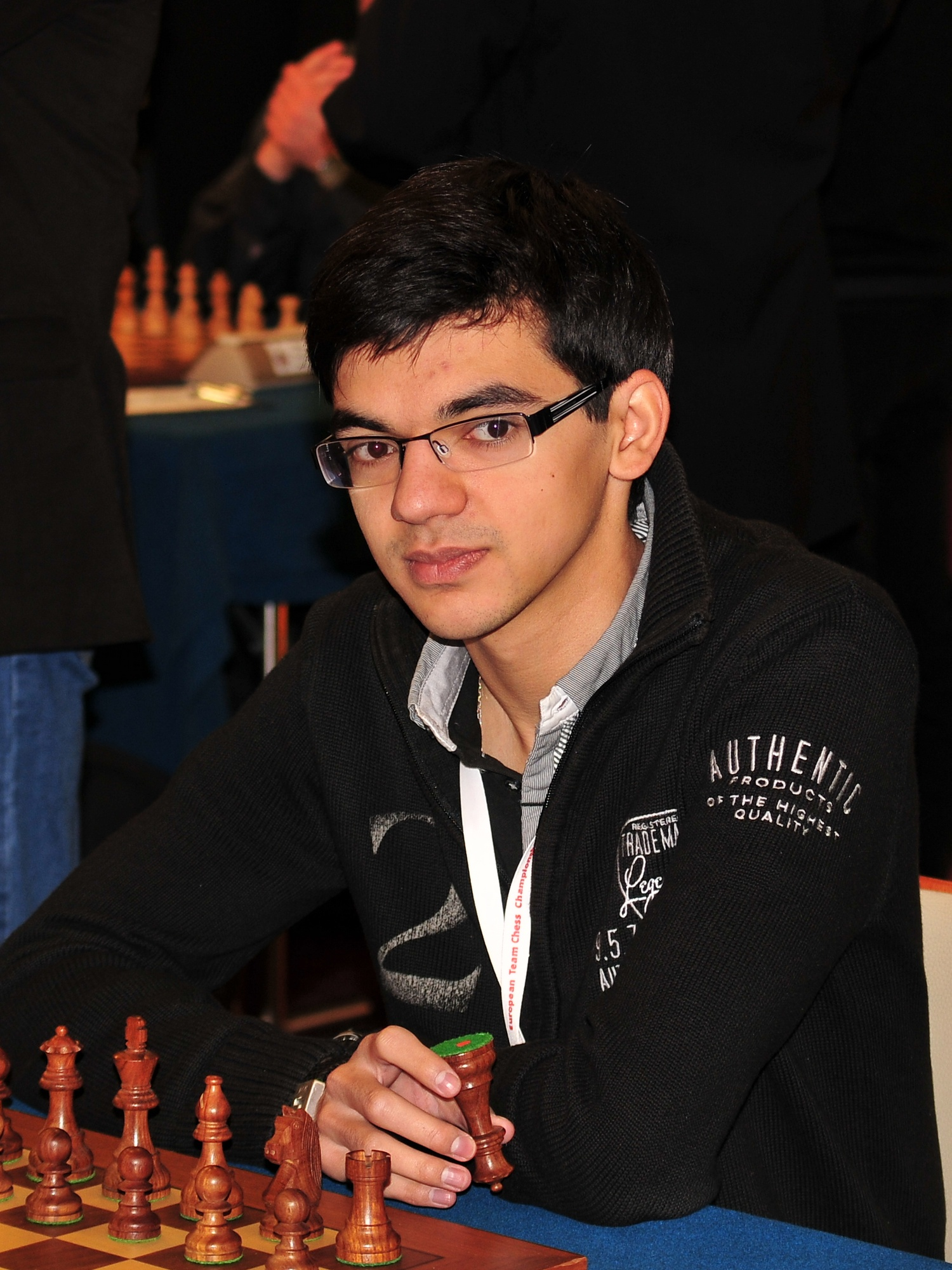
Anish Giri, a világranglista 10. helyezettje, Hollandia első táblása

### Női verseny
A nők mezőnyében Oroszország és Kína távollétében India vezeti a mezőnyt 2486-os átlag-Élő-pontszámmal. Őket követi Ukrajna 2478, Grúzia 2475, Lengyelország 2423, Franciaország 2400 és Azerbajdzsán 2399 ponttal. Magyarország női csapata a 162 fős mezőnyben a 12. legerősebbnek számít 2342-es átlagpontszámmal.

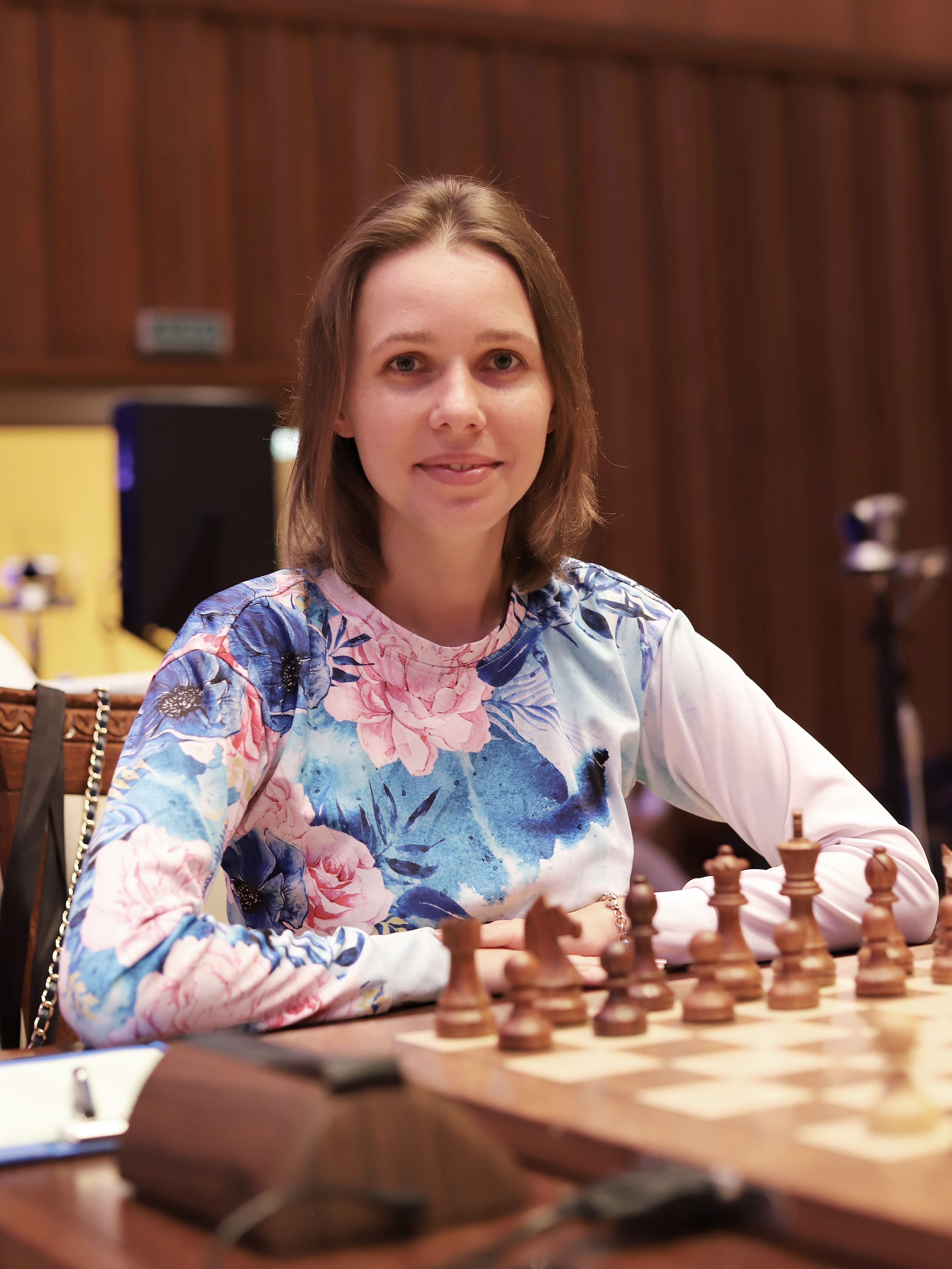
Marija Muzicsuk exvilágbajnok, a világranglista 5. helyezettje, Ukrajna első táblása
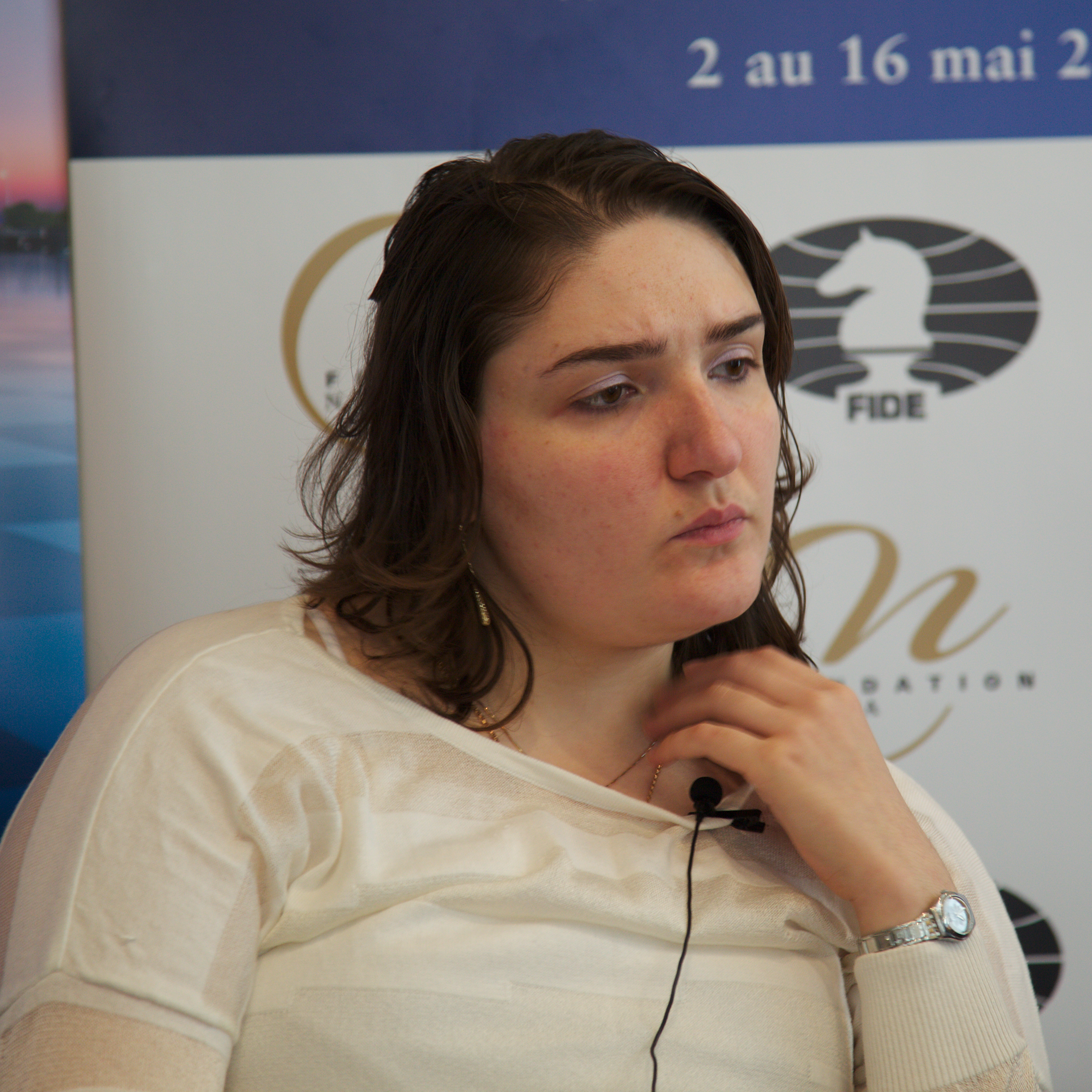
Nana Dzagnidze, a világranglista 7. helyezettje, Grúzia első táblása
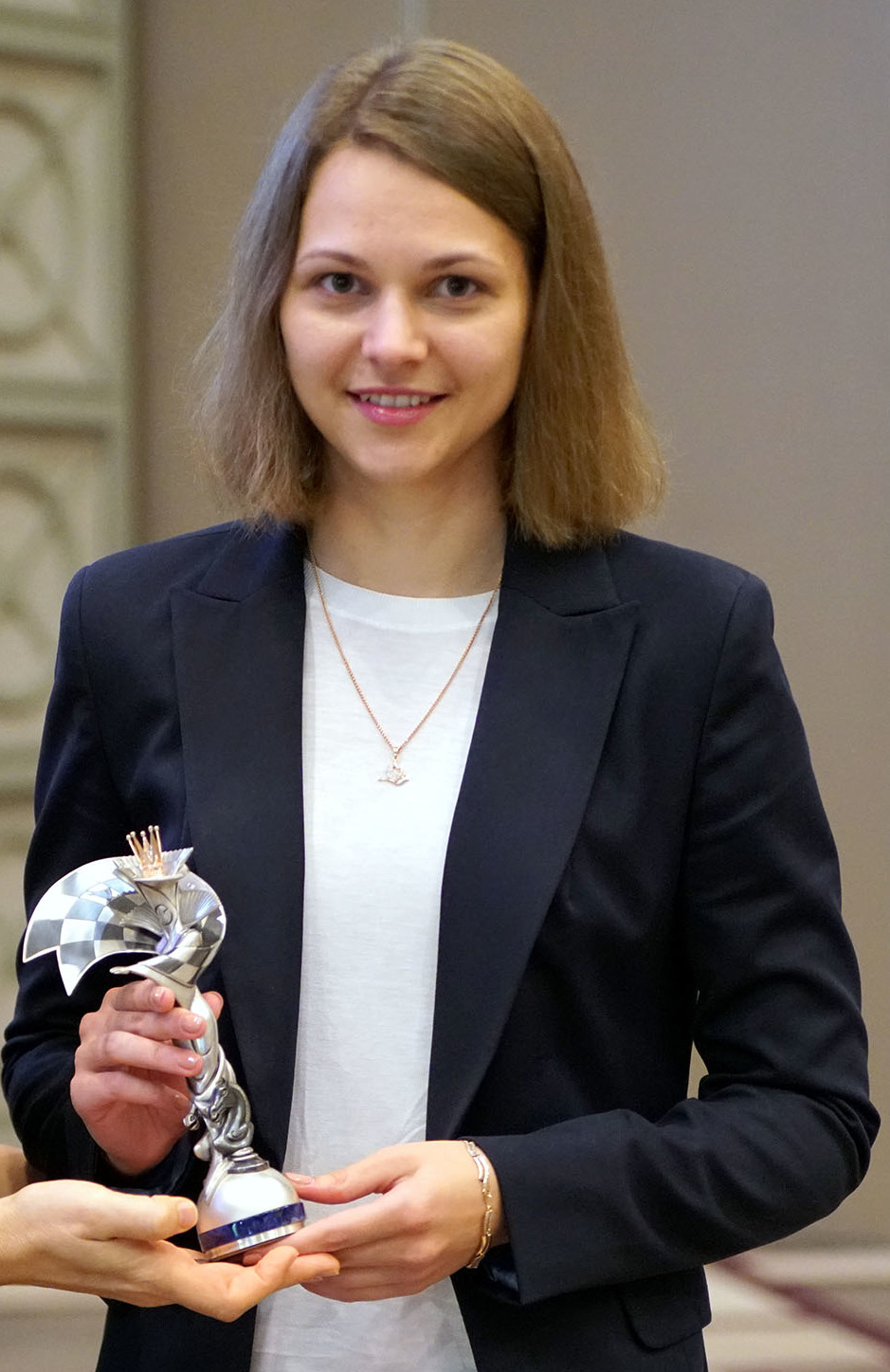
Anna Muzicsuk, a világranglista 8. helyezettje, Ukrajna második táblása
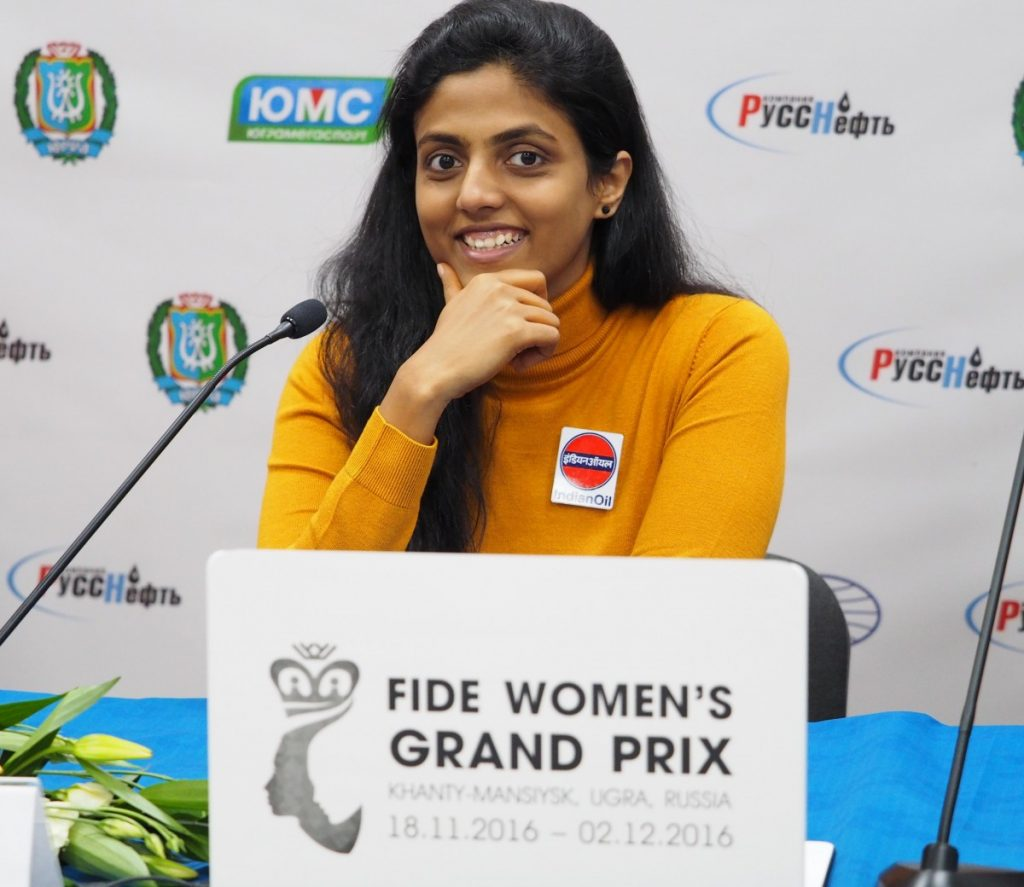
A világranglista 11. helyezettje, Drónavalli Hárika India első táblása
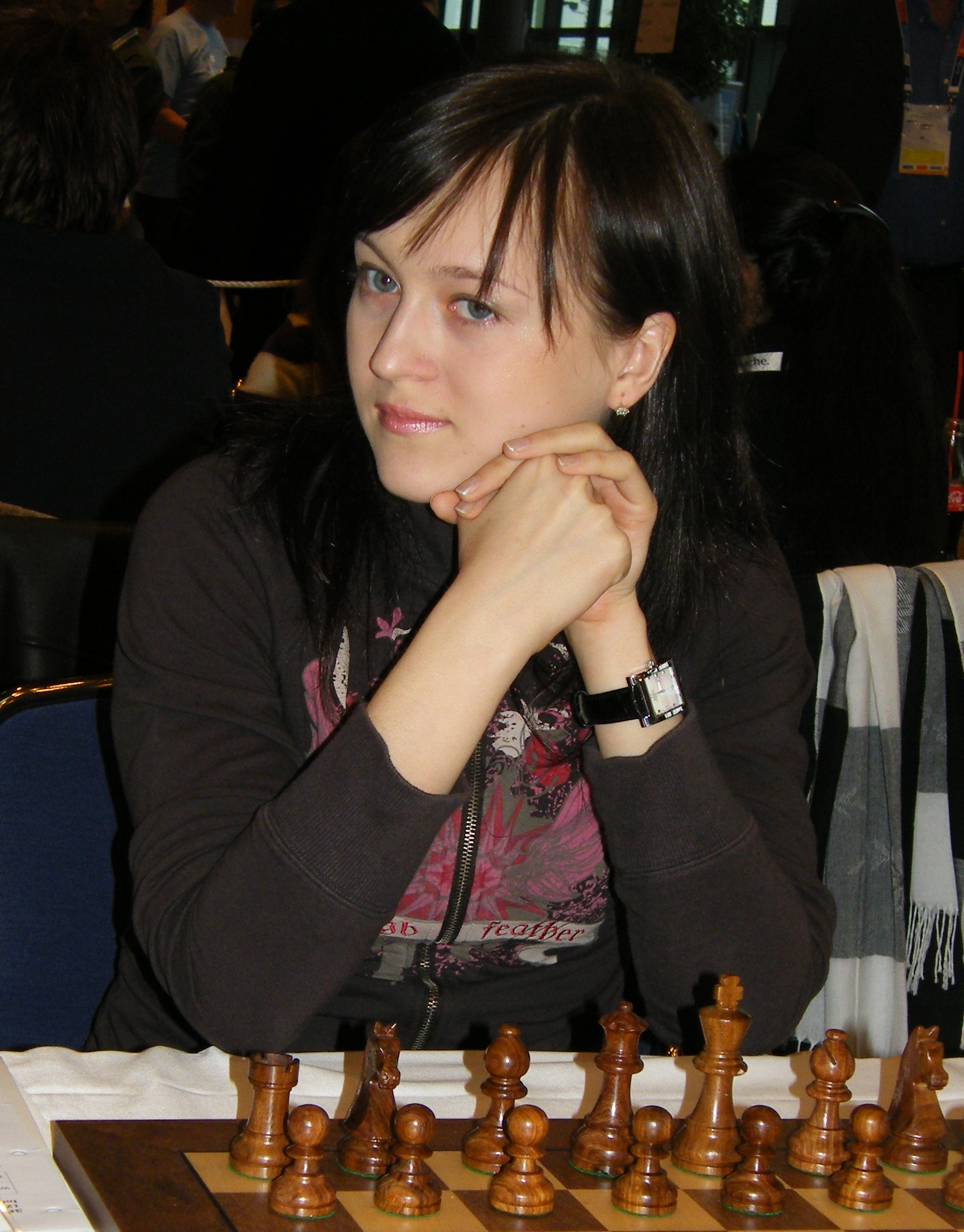
Az exvilágbajnok Anna Usenyina, Ukrajna harmadik táblása

## A magyar csapatok
A magyar válogatottból hiányzott a legmagasabb Élő-pontszámmal rendelkező játékos, Rapport Richárd, és nem játszik az időközben inaktívvá vált Lékó Péter, valamint a magyar ranglista 2. helyezettje, Almási Zoltán sem. Az indulás előtt volt kénytelen lemondani a csapatban szereplésről Gledura Benjámin.
A nyílt tornán a magyar válogatott összeállítása így: Erdős Viktor, Berkes Ferenc, Bánusz Tamás, Kántor Gergely és a Gledura Benjámin helyett beugró kapitány, Ács Péter. Az Élő-pontszámok alapján a magyar csapat a 12. legerősebb volt az indulók között. Berkes Ferenc nyolcadszor szerepel sakkolimpián a válogatottban, míg Erdős Viktor és a bakui olimpián ezüstérmes csapat tagja, Ács Péter másodszor. Bánusz Tamás és Kántor Gergely első olimpiáján vesz részt.
A női csapat: Hoang Thanh Trang, Gara Tícia, Lázárné Vajda Szidónia, Gaál Zsóka és Terbe Julianna, a csapatkapitány Papp Gábor. A magyar női csapatban Hoang Thanh Trang tizenharmadik olimpiáján vesz részt, ebből nyolcadszor a magyar válogatott színeiben, míg korábban öt alkalommal Vietnám csapatában szerepelt. Gara Tícia hatodik, Lázárné Vajda Szidónia a hetedik, Terbe Julianna a második olimpiáján vesz részt, míg a 15 éves Gaál Zsóka újoncként szerepel.

## Menetrend
A sakkolimpia nyitóünnepségét július 28-án rendezték, az első forduló mérkőzéseire július 29-én került sor. Az ötödik fordulót követően egy pihenőnap következik, majd szünnap nélkül folytatódik a verseny a 6–11. fordulóval. A mérkőzések az utolsó forduló kivételével helyi idő szerint 15:00 órakor (magyar idő szerint 09:30-kor) kezdődnek. Az utolsó forduló kezdete 10:00 óra (magyar idő szerint 04:30), és a záróünnepséget közvetlenül az utolsó fordulót követően tartják.

## A verseny lefolyása

### Nyílt verseny

#### A fordulók eredményei

##### 1. forduló (július 29.)
Az első fordulóban 92 csapat szerzett 2 meccspontot, közülük 76 csapat 4–0 arányban nyert. Magyarország 3–1 arányban győzte le Srí Lanka csapatát. Erdős Viktor és Berkes Ferenc győzött, Bánusz Tamás és Kántor Gergely döntetlent ért el. A forduló meglepetése volt, hogy az amerikai színekben debütáló, háromszoros örmény olimpiai bajnok Levon Aronján csak nagy szerencsével mentette döntetlenre hátrányos állását a jóval gyengébb angolai ellenfelével szemben. A legerősebb csapatok közül Norvégia is vesztett fél pontot.

##### 2. forduló (július 30.)
A második forduló után 45 csapat állt 4 meccsponttal, köztük Magyarország, de már csak 9 csapat 100%-os. Magyarország 4–0 arányban győzte le Banglades együttesét. A csapat tagjai Erdős Viktor, Berkes Ferenc Bánusz Tamás és Ács Péter voltak. A nagy esélyes amerikai válogatott csak 2,5–1,5-re tudott győzni Paraguay ellen. India is vesztett fél pontot. A legerősebb hat válogatott közül már egyik sem 100%-os.

##### 3. forduló (július 31.)
A harmadik forduló után 20 csapatnak volt 6 meccspontja, de már csak egyedül India 2. csapata(!) 100%-os. A magyar csapat döntetlent játszott Mongóliával. Bánusz Tamás győzött, Erdős Viktor és Kántor Gergely döntetlent játszott, míg Ács Péter vereséget szenvedett. Csapatunk a fordulót követően a 22. helyen áll.

##### 4. forduló (augusztus 1.)
A negyedik forduló után 5 csapatnak volt 8 meccspontja, és már nem volt 100%-os csapat. A magyar válogatott 3–1 arányú vereséget szenvedett Kuba csapatától, ezzel visszaesett az 54. helyre. Berkes Ferenc és Bánusz Tamás döntetlent játszott, Erdős Viktor és Kántor Gergely vereséget szenvedett.

##### 5. forduló (augusztus 2.)
Az ötödik forduló után már csak 2 csapatnak, India 2. csapatának és Örményország válogatottjának volt 10 meccspontja. A magyar válogatott 3½–½ arányban győzte le a Dominikai Köztársaság csapatát. Erdős Viktor, Berkes Ferenc és Ács Péter nyert, Kántor Gergely döntetlent játszott. A magyar csapat ezzel a 31. helyre jött fel.

##### 6. forduló (augusztus 3.)
A hatodik forduló után már csak Örményország válogatottja állt 12 meccsponttal. A magyar válogatott 2½–1½ arányban győzte le Montenegró csapatát. Bánusz Tamás győzött, Erdős Viktor, Berkes Ferenc és Ács Péter döntetlent ért el.
A verseny felénél, a 6. forduló után 1. Örményország 12 ponttal, 2. az Amerikai Egyesült Államok 11 ponttal, 3. India 2. csapata 10 ponttal (124,5 SB-ponttal), 4. Üzbegisztán 10 (122), 5. Franciaország 10 (116), 6. India 10 (115) ponttal. Rajtuk kívül még hat csapatnak van 10 meccspontja. A magyar válogatott a 23. helyen áll 9 meccsponttal és 89,5 SB-ponttal.

##### 7. forduló (augusztus 5.)
A hetedik forduló után már nem volt a mezőnyben pontveszteség nélküli együttes. Az Erdős Viktor, Berkes Ferenc, Bánusz Tamás, Kántor Gergely összeállítású magyar válogatott 4–0 arányban győzött Ausztria ellen. Ezzel jelentősen javítva a helyzetén a 12. helyre jött fel. A mezőnyt Örményország vezette 13 csapatponttal.

##### 8. forduló (augusztus 6.)
A nyolcadik forduló után Örményország tartotta 1 pontos előnyét az őket követő India 2. csapata és Üzbegisztán előtt. Magyarország 3–1 arányban kikapott Hollandiától, ezzel a 23. helyre esett vissza. Berkes Ferenc és Bánusz Tamás döntetlent ért el, Erdős Viktor (Anish Giritől) és Kántor Gergely vereséget szenvedett.

##### 9. forduló (augusztus 7.)
A kilencedik fordulóban Üzbegisztán 3–1 arányban verte Örményországot, és mivel India 2. csapata csak döntetlent játszott Azerbajdzsánnal, az üzbég csapat ezzel a tabellán átvette a vezetést. Őket követte 1 pontos hátránnyal India 2. csapata és Örményország. Magyarország 3–1 arányban nyert Szlovénia ellen, ezzel a 19. helyen állt. Erdős Viktor és Bánusz Tamás nyert, Berkes Ferenc és Ács Péter döntetlent ért el.

##### 10. forduló (augusztus 8.)
A tizedik fordulóban Üzbegisztán döntetlent játszott India 2. csapatával, Örményország győzött, így holtversenyben Üzbegisztán és Örményország állt az élen. Őket követte 1 pontos hátránnyal India 2. csapata. Magyarország 2–2 arányú döntetlent ért el Ukrajna ellen, ezzel a 15. helyre került. Erdős Viktor nyert, Berkes Ferenc és Bánusz Tamás döntetlent ért el, Kántor Gergely vereséget szenvedett.

##### 11. forduló (augusztus 9.)
Az utolsó fordulóban mindhárom éllovas nyert, ezzel kialakult a végeredmény. Üzbegisztán és Örményország egyaránt 19 pontt szereztek, köztük a Sonneborn–Berger-számítás döntött, amely alapján Üzbegisztán lett az olimpiai bajnok. A bronzérmes India 2. csapata lett. Magyarország 2½–1½ arányban legyőzte Irán csapatát. Bánusz Tamás és Ács Péter nyert, Berkes Ferenc döntetlent ért el, és Erdős Viktor vereséget szenvedett. Az előzetesen a 19. helyre rangsorolt magyar válogatott végeredményben az előkelőnek tekinthető 8. helyen végzett.

#### A nyílt verseny végeredménye
| H.  | Csapat neve               | GY | D | V | CsP | S-B   | EP   |
| 1.  | Üzbegisztán               | 8  | 3 | 0 | 19  | 435,0 | 33,0 |
| 2.  | Örményország              | 9  | 1 | 1 | 19  | 382,5 | 28,5 |
| 3.  | India–2                   | 8  | 2 | 1 | 18  | 427,5 | 32,5 |
| 4.  | India                     | 7  | 3 | 1 | 17  | 409,0 | 29,0 |
| 5.  | Amerikai Egyesült Államok | 7  | 3 | 1 | 17  | 352,0 | 26,5 |
| 6.  | Moldova                   | 7  | 3 | 1 | 17  | 316,5 | 28,5 |
| 7.  | Azerbajdzsán              | 7  | 2 | 2 | 16  | 351,5 | 27,5 |
| 8.  | Magyarország              | 7  | 2 | 2 | 16  | 341,5 | 28,5 |
| 9.  | Lengyelország             | 6  | 4 | 1 | 16  | 322,5 | 27,0 |
| 10. | Litvánia                  | 7  | 2 | 2 | 16  | 297,0 | 27,0 |

#### A táblánkénti egyéni díjazottak
A legjobb teljesítményértékük alapján táblánként egyéni érmeket nyertek:

| Tábla | Arany                             | Arany | Ezüst                                | Ezüst | Bronz                                | Bronz |
| I     | Dommarázu Gukés · India–2         | 2867  | Abdusattorov, Nodirbek · Üzbegisztán | 2803  | Magnus Carlsen · Norvégia            | 2803  |
| II    | Nihal Sarin · India–2             | 2774  | Theodorou, Nikolaos · Görögország    | 2764  | Yakubboev, Nodirbek · Üzbegisztán    | 2759  |
| III   | Howell, David W L · Anglia        | 2898  | Erigaisi, Arjun · India              | 2767  | Praggnanandhaa, R. · India–2         | 2767  |
| IV    | Vakhidov, Jakhongir · Üzbegisztán | 2813  | Pultinevicius, Paulius · Litvánia    | 2787  | Santos Latasa, Jaime · Spanyolország | 2729  |
| V     | Bartel, Mateusz · Lengyelország   | 2778  | Hovhannisyan, Robert · Örményország  | 2679  | Volodimir Oniscsuk · Ukrajna         | 2642  |

### A magyar csapat eredményei
| Forduló                             | Ellenfél                            | Erdős Viktor 2586         | Erdős Viktor 2586 | Berkes Ferenc 2649       | Berkes Ferenc 2649 | Bánusz Tamás 2611          | Bánusz Tamás 2611 | Kántor Gergely 2582         | Kántor Gergely 2582 | Ács Péter 2575             | Ács Péter 2575 | CsP össz. | EP össz. | Hely. |
| ----------------------------------- | ----------------------------------- | ------------------------- | ----------------- | ------------------------ | ------------------ | -------------------------- | ----------------- | --------------------------- | ------------------- | -------------------------- | -------------- | --------- | -------- | ----- |
| 1                                   | Srí Lanka · 3–1                     | Kiriella K G T S D 1781   | 1                 | Alahakoon, Isuru 2000    | 1                  | Liyanage, Ranindu 2286     | ½                 | De Silva L M S T 2212       | ½                   | –                          | –              | 2         | 3        | 87.   |
| 2                                   | Banglades · 4–0                     | Hossain, Enamul 2377      | 1                 | Zia, Tahsin Tajwar 2307  | 1                  | Murshed, Niaz 2413         | 1                 | –                           | –                   | Parag, Mehdi Hasan 2227    | 1              | 4         | 7        | 30.   |
| 3                                   | Mongólia · 2–2                      | Batsuren, Dambasuren 2518 | ½                 | –                        | –                  | Amartuvshin, Ganzorig 2409 | 1                 | Gundavaa, Bayarsaikhan 2503 | ½                   | Bilguun, Sumiya 2463       | 0              | 5         | 9        | 22.   |
| 4                                   | Kuba · 1–3                          | Quesada Perez 2568        | 0                 | Albornoz Cabrera 2566    | ½                  | Ortiz Suarez 2526          | ½                 | Almeida Quintana 2523       | 0                   | –                          | –              | 5         | 10       | 54.   |
| 5                                   | Dominikai Köztársaság · 3½–½        | Guzman, Christopher 2243  | 1                 | Arvelo Leo 2176          | 1                  | –                          | –                 | Camacho Campusano 2221      | ½                   | Mazara Ruiz 2286           | 1              | 7         | 13½      | 31.   |
| 6                                   | Montenegró · 2½–1½                  | Kadric, Denis 2554        | ½                 | Djukic, Nikola 2526      | ½                  | Draskovic, Luka 2503       | 1                 | –                           | –                   | Blagojevic, Dragisa 2499   | ½              | 9         | 16       | 23.   |
| 7                                   | Ausztria · 4–0                      | Ragger, Markus 2647       | 1                 | Dragnev, Valentin 2557   | 1                  | Blohberger, Felix 2492     | 1                 | Horvath, Dominik 2488       | 1                   | –                          | –              | 11        | 20       | 12.   |
| 8                                   | Hollandia · 1–3                     | Anish Giri 2760           | 0                 | Van Foreest, Jorden 2678 | ½                  | Bok, Benjamin 2616         | ½                 | Warmerdam, Max 2610         | 0                   | –                          | –              | 11        | 21       | 23.   |
| 9                                   | Szlovénia · 3–1                     | Sebenik, Matej 2512       | 1                 | Subelj, Jan 2498         | ½                  | Borisek, Jure 2577         | 1                 | –                           | –                   | Dobrovoljc, Vid 2398       | ½              | 13        | 24       | 19.   |
| 10                                  | Ukrajna · 2–2                       | Korobov, Anton 2692       | 1                 | Volokityin, Andrej 2674  | ½                  | Sevcsenko, Kirill 2654     | ½                 | Oniscsuk, Volodimir 2612    | 0                   | –                          | –              | 14        | 26       | 15.   |
| 11                                  | Irán · 2½–1½                        | Maghsoodloo, Parham 2701  | 0                 | Tabatabaei, M. Amin 2664 | ½                  | Idani, Pouya 2641          | 1                 |                             |                     | Mousavi, Seyed Khalil 2537 | 1              | 16        | 28½      | 8.    |
| Szerzett pontszám /(Játszmák száma) | Szerzett pontszám /(Játszmák száma) | 7(11)                     | 7(11)             | 7(10)                    | 7(10)              | 8(10)                      | 8(10)             | 2½(7)                       | 2½(7)               | 4(6)                       | 4(6)           | 16        | 28½      | 8.    |
| Teljesítményérték                   | Teljesítményérték                   | 2589                      | 2589              | 2614                     | 2614               | 2752                       | 2752              | 2351                        | 2351                | 2527                       | 2527           |           |          |       |
| Élő-pontszám változás               | Élő-pontszám változás               | +7,8                      | +7,8              | +2,3                     | +2,3               | +17,4                      | +17,4             | −20,4                       | −20,4               | -2,6                       | -2,6           |           |          |       |

### Női verseny

#### A női verseny fordulóinak eredményei

##### 1. forduló (július 29.)
Az 1. fordulóban 79 csapat szerzett 2 meccspontot, közülük 70 győzött 4–0 arányban. Magyarország 3,5–0,5 arányban végzett Panama ellen. Gara Tícia, Gaál Zsóka és Terbe Júlia győzött, míg Lázárné Vajda Szidónia döntetlent ért el.

##### 2. forduló (július 30.)
A második forduló után még 40 csapatnak volt 4 meccspontja, köztük a magyar csapatnak, és 11 csapat 100%-os. A magyar női válogatott 3–1 arányban verte Írország együttesét. Hoang Thanh Rang és Lázárné Vajda Szidónia az első két táblán döntetlent játszott, míg Gaál Zsóka és Terbe Julianna győzött. A legerősebb csapatok közül már csak Franciaország és Azerbajdzsán 100%-os. A forduló meglepetése az ukrán Marija Muzicsuk veresége volt az első táblán török ellenfelétől.

##### 3. forduló (július 31.)
A harmadik forduló után 19 csapatnak volt 6 meccspontja, köztük a magyar csapatnak, de már nem volt 100%-os csapat. A magyar női válogatott 3–1 arányban verte Kolumbia együttesét. Hoang Thanh Trang és Gaál Zsóka győzött, míg Gara Tícia és Terbe Julianna döntetlent ért el.

##### 4. forduló (augusztus 1.)
A negyedik forduló után 8 csapatnak volt 8 meccspontja. A magyar női válogatott 2½–1½ arányú vereséget szenvedett a mezőny legerősebb csapatától, India együttesétől. Hoang Thanh Trang, Gara Tícia, és Lázárné Vajda Szidónia döntetlent ért el, míg az eddig 100%-os Gaál Zsóka ezúttal vereséget szenvedett.

##### 5. forduló (augusztus 2.)
Az ötödik forduló után még 3 csapatnak, India, Grúzia és Románia válogatottjának volt 10 meccspontja. A magyar női válogatott 3½–½ arányban legyőzte Svédország csapatát. Hoang Thanh Trang döntetlent játszott Pia Cramlinggal, míg Gara Tícia, Lázárné Vajda Szidónia és Terbe Júlia győzött. A csapat ezzel a 12. helyre jött fel.

##### 6. forduló (augusztus 3.)
A hatodik forduló után már csak India válogatottjának volt 12 meccspontja. A magyar női válogatott 1½–2½ arányban vereséget szenvedett Vietnám csapatától. Gaál Zsóka ismét nyert, Hoang Thanh Trang döntetlent játszott, míg Gara Tícia és Lázárné Vajda Szidónia vereséget szenvedett. A csapat ezzel a 24. helyre esett vissza.
A verseny félidejében, a 6. forduló után az élmezőny: 1. India 12 meccsponttal, 2. Azerbajdzsán 11 pont (123,5 SB-pont), 3. Románia 11 pont (104 SB), 4. Lengyelország 10 pont (145 SB), 5. Ukrajna 10 pont (129 SB), 6. Örményország 10 pont (125,5 SB). Rajtuk kívül még öt csapatnak van 10 meccspontja. A magyar válogatott 8 meccsponttal holtversenyben a 24–47. helyen áll, köztük a legerősebb, 106 meccsponttal a 24. helyezett.

##### 7. forduló (augusztus 5.)
A hetedik forduló után India válogatottja még nem vesztett pontot, és 14 meccsponttal áll az élen. A magyar női válogatott 2½–1½ arányban legyőzte Litvániát. Gaál Zsóka ismét nyert, Hoang Thanh Trang, Gara Tícia és Terbe Júlia döntetlent játszott. A csapat ezzel a 15. helyre jött fel.

##### 8. forduló (augusztus 6.)
A nyolcadik fordulóban India döntetlent játszott Ukrajnával, és továbbra is az élen állt 15 meccsponttal, Grúzia és Ukrajna előtt. A magyar női válogatott 2½–1½ arányban kikapott Mongóliától, és a 28. helyre esett vissza. Gara Tícia győzött, Hoang Thanh Trang döntetlent ért el, Gaál Zsóka és Terbe Júlia vesztett.

##### 9. forduló (augusztus 7.)
A kilencedik fordulóban az Alina Kaslinszkajával megerősített lengyel válogatott legyőzte Indiát, míg Ukrajna döntetlent játszott Grúziával. Ezzel Lengyelország csapata állt az élre, megelőzve a vele azonos pontszámmal álló India, Kazahsztán és Grúzia együttesét. A magyar női válogatott 2½–1½ arányban legyőzte a Fülöp-szigeteket, ezzel a 22. helyre került. Lázárné Vajda Szidónia és Gaál Zsóka győzött, Hoang Thanh Trang döntetlent ért el, Gara Tícia vereséget szenvedett.

##### 10. forduló (augusztus 8.)
A tizedik fordulóban Lengyelország csak döntetlen játszott Grúziával, míg India nagy arányban legyőzte Kazahsztánt. Ezzel India egy pont előnnyel az élre állt, megelőzve a holtversenyben azonos pontszámmal álló Lengyelország, Azerbajdzsán, Ukrajna és Grúzia együttesét. A magyar női válogatott 3½–½ arányban legyőzte Olaszország válogatottját, ezzel a 15. helyre lépett előre. Hoang Thanh Trang, Lázárné Vajda Szidónia és Gaál Zsóka győzött, Gara Tícia döntetlent ért el.

##### 11. forduló (augusztus 9.)
Az utolsó fordulóban Ukrajna 3–1 arányban verte Lengyelországot, míg India ugyanilyen arányban vereséget szenvedett az Amerikai Egyesült Államoktól. Grúzia legyőzte Azerbajdzsánt, ezzel kialakult a végső sorrend. Ukrajna és Grúzia azonos pontszámmal végzett, köztük a Sonneborn–Berger-számítás döntött Ukrajna javára. A harmadik helyezett India csapata lett. A magyar női válogatott 2½–1½ arányban győzött Anglia ellen. Hoang Thanh Trang és Gaál Zsóka győzött, Lázárné Vajda Szidónia döntetlent ért el, míg Gara Tícia vesztett. Ezzel az eredménnyel az előzetesen a 12. helyre rangsolorolt magyar női csapat a 11. helyen fejezte be a tornát.

#### A női verseny végeredménye
| H.  | Csapat neve               | GY | D | V | CsP | S-B   | EP   |
| 1.  | Ukrajna                   | 7  | 4 | 0 | 18  | 413,5 | 30,5 |
| 2.  | Grúzia                    | 8  | 2 | 1 | 18  | 392,0 | 29,0 |
| 3.  | India                     | 8  | 1 | 2 | 17  | 396,5 | 29,0 |
| 4.  | Amerikai Egyesült Államok | 8  | 1 | 2 | 17  | 390,0 | 31,5 |
| 5.  | Kazahsztán                | 8  | 1 | 2 | 17  | 352,0 | 28,0 |
| 6.  | Lengyelország             | 7  | 2 | 2 | 16  | 396,0 | 30,0 |
| 7.  | Azerbajdzsán              | 7  | 2 | 2 | 16  | 389,0 | 29,5 |
| 8.  | India–2                   | 7  | 2 | 2 | 16  | 369,5 | 30,0 |
| 9.  | Bulgária                  | 7  | 2 | 2 | 16  | 361,0 | 29,5 |
| 10. | Németország               | 8  | 0 | 3 | 16  | 344,5 | 29,0 |
| 11. | Magyarország              | 8  | 0 | 3 | 16  | 340,5 | 28,5 |

#### Egyéni legjobb teljesítmények
A legjobb teljesítményértékük alapján táblánként egyéni érmeket nyertek:

| Tábla | Arany                            | Arany | Ezüst                              | Ezüst | Bronz                             | Bronz |
| I     | Pia Cramling · Svédország        | 2532  | Roebers, Eline · Hollandia         | 2532  | Abdumalik, Zhansaya · Kazahsztán  | 2529  |
| II    | Nino Baciasvili · Grúzia         | 2504  | Anna Muicsuk · Ukrajna             | 2472  | Balajayeva, Khanim · Azerbajdzsán | 2454  |
| III   | Kiolbasa, Oliwia · Lengyelország | 2565  | Anna Usenyina · Ukrajna            | 2528  | Vaishali, R · India               | 2452  |
| IV    | Mungunzul, Bat-Erdene · Mongólia | 2460  | Malicka, Maria · Lengyelország     | 2453  | Tania, Sachdev · India            | 2441  |
| V     | Schneider, Jana · Németország    | 2414  | Fataliyeva, Ulviyya · Azerbajdzsán | 2312  | Divja Desmukh · India–2           | 2298  |

### A magyar női csapat eredményei
| Forduló                             | Ellenfél                            | Hoang Thanh Trang 2423    | Hoang Thanh Trang 2423 | Gara Tícia 2321           | Gara Tícia 2321 | Lázárné Vajda Szidónia 2370 | Lázárné Vajda Szidónia 2370 | Gaál Zsóka 2258            | Gaál Zsóka 2258 | Terbe Julianna 2260       | Terbe Julianna 2260 | CsP össz. | EP össz. | Hely. |
| ----------------------------------- | ----------------------------------- | ------------------------- | ---------------------- | ------------------------- | --------------- | --------------------------- | --------------------------- | -------------------------- | --------------- | ------------------------- | ------------------- | --------- | -------- | ----- |
| 1                                   | Panama · 3½–½                       | –                         | –                      | Chung, Hurtado 1696       | 1               | Vasquez Jaen 1653           | ½                           | Rondon Chacon 1688         | 1               | Castillo Beitia 1587      | 1                   | 2         | 3½       | 71.   |
| 2                                   | Írország · 3–1                      | Kanyamarala, Trisha 2270  | ½                      | –                         | –               | O’Gorman, Alice 2043        | ½                           | Putar, Lara 1969           | 1               | Mirza, Diana 1898         | 1                   | 4         | 6½       | 33.   |
| 3                                   | Kolumbia · 3–1                      | Castrillon Gomez 2230     | 1                      | Chirivi C, Jenny 2157     | ½               | –                           | –                           | Argote Heredia 2205        | 1               | Rodriguez Rueda 2237      | ½                   | 6         | 9½       | 15.   |
| 4                                   | India · 1½–2½                       | Kónéru Hanpi 2586         | ½                      | Drónavalli Hárika 2517    | ½               | Vaishali, R 2442            | ½                           | Tania Sachdev 2399         | 0               | –                         | –                   | 6         | 11       | 18.   |
| 5                                   | Svédország · 3½–½                   | Pia Cramling 2459         | ½                      | Agrest, Inna 2217         | 1               | Cramling Bellon 2065        | 1                           | –                          | –               | Andric, Jelena 1993       | 1                   | 8         | 14½      | 12.   |
| 6                                   | Vietnám · 1½–2½                     | Vo, Thi Kim Phung 2333    | ½                      | Hoang, Thi Bao Tram 2288  | 0               | Nguyen, Thi Mai Hung 2223   | 0                           | Bach, Ngoc Thuy Duong 2192 | 1               | –                         | –                   | 8         | 16       | 24.   |
| 7                                   | Litvánia · 2½–1½                    | Martynkova, Olena 2213    | ½                      | Baginskaite, Kamile 2134  | ½               | –                           | –                           | Zaksaite, Salomeja 2212    | 1               | Simkunaite, Gabija 2010   | ½                   | 10        | 18½      | 15.   |
| 8                                   | Mongólia · 1½–2½                    | Enkhtuul Altan-Ulzii 2267 | ½                      | Bayarmaa Bayarjargal 2171 | 1               | –                           | –                           | Munkhzul Turmunkh 2277     | 0               | Mungunzul Bat-Erdene 2163 | 0                   | 10        | 20       | 28.   |
| 9                                   | Fülöp-szigetek · 2½–1½              | Frayna Janelle Mae 2224   | ½                      | Fronda Jan Jodilyn 2181   | 0               | Mendoza Shania Mae 2153     | 1                           | Mordido Kylen Joy 2023     | 1               | –                         | –                   | 12        | 22½      | 22.   |
| 10                                  | Olaszország · 3½–½                  | Brunello Marina 2341      | 1                      | Zimina Olga 2340          | ½               | Raccanello Marianna 2067    | 1                           | Cassi Elisa 1922           | 1               | –                         | –                   | 14        | 26       | 15.   |
| 11                                  | Anglia · 2½–1½                      | Houska Jovanka 2360       | 1                      | Toma Katarzyna 2303       | 0               | Yao Lan 2274                | ½                           | Kalaiyalahan Akshaya 2158  | 1               | –                         | –                   | 16        | 28½      | 11.   |
| Szerzett pontszám /(Játszmák száma) | Szerzett pontszám /(Játszmák száma) | 6½(10)                    | 6½(10)                 | 5(10)                     | 5(10)           | 5(8)                        | 5(8)                        | 8(10)                      | 8(10)           | 4(6)                      | 4(6)                | 16        | 28½      | 11.   |
| Teljesítményérték                   | Teljesítményérték                   | 2438                      | 2438                   | 2200                      | 2200            | 2210                        | 2210                        | 2345                       | 2345            | 2106                      | 2106                |           |          |       |
| Élő-pontszám változás               | Élő-pontszám változás               | +8,4                      | +8,4                   | -34,2                     | -34,2           | −5,8                        | −5,8                        | +17,2                      | +17,2           | -15,6                     | -15,6               |           |          |       |

## A Nona Gaprindasvili-trófea
A Nona Gaprindasvili-trófeát a FIDE 1997-ben alapította az 1971–1987 közötti női világbajnok tiszteletére. Annak az országnak a válogatottja kapja, amelynek a nyílt és a női versenyben elért helyezéseinek összege a legkisebb. Holtverseny esetén a csapatpontszámokat, majd az eredeti sorrendeket eldöntő számításokat adják össze.
| Hely. | Nemzet                    | Helyezések össz. | Csapatpontok össz. | S-B   | Egyéni pontok össz. |
| ----- | ------------------------- | ---------------- | ------------------ | ----- | ------------------- |
| Arany | India                     | 7                | 34                 | 805,5 | 58,0                |
| Ezüst | Amerikai Egyesült Államok | 9                | 34                 | 742,0 | 58,0                |
| Bronz | India–2                   | 11               | 34                 | 797,0 | 62,5                |
| 4.    | Örményország              | 14               | 35                 | 715,5 | 57,0                |
| 5.    | Azerbajdzsán              | 14               | 32                 | 740,5 | 57,0                |
| 6.    | Lengyelország             | 15               | 32                 | 718,5 | 57,0                |
| 7.    | Magyarország              | 19               | 32                 | 682,0 | 57,0                |
| 8.    | Kazahsztán                | 22               | 32                 | 674,5 | 55,5                |
| 9.    | Németország               | 28               | 31                 | 665,5 | 55,5                |
| 10.   | Litvánia                  | 28               | 31                 | 595   | 54,0                |

## Eredmények

### Nyílt verseny
|    | Csapat           | Játékosok                                                    | CsP | SB    | EP   |
| -- | ---------------- | ------------------------------------------------------------ | --- | ----- | ---- |
| 1  | Üzbegisztán      | Abdusatturov, Yakubboev, Sindarov, Vakhidov, Vokhidov        | 19  | 435   | 33   |
| 2  | Örményország     | Sargissian, Melkumyan, Ter-Sahakyan, Petrosyan, Hovhannisyan | 19  | 382,5 | 28,5 |
| 3  | India-2          | Gukesh, Sarin, Praggnanandhaa, Adhiban, Sadhwani             | 18  | 427,5 | 32,5 |
| 4  | India-1          | Harikrishna, Vidit, Erigaisi, Narayanan, Sasikiran           | 17  | 409   | 29   |
| 5  | Egyesült Államok | Caruana, Aronian, So, Domínguez Perez, Shankland             | 17  | 352   | 26,5 |
| 6  | Moldova          | Schitco, Mocovei, Hamitevici, Baltag, Ceres                  | 17  | 316,5 | 28,5 |
| 7  | Azerbajdzsán     | Mamedjarov, Mamedov, Guseinov, Durarbajli, Abasov            | 16  | 351,5 | 27,5 |
| 8  | Magyarország     | Erdős, Berkes, Bánusz, Kántor, Ács                           | 16  | 341,5 | 28,5 |
| 9  | Lengyelország    | Duda, Wojtaszek, Piorun, Moranda, Bartel                     | 16  | 322,5 | 27   |
| 10 | Litvánia         | Laurusas, Stremavicius, Juksta, Pultinevicius, Kazaouski     | 16  | 297   | 27   |

### Női verseny
|    | Csapat           | Játékosok                                                   | CsP | SB    | EP   |
| -- | ---------------- | ----------------------------------------------------------- | --- | ----- | ---- |
| 1  | Ukrajna          | M. Muzicsuk, A. Muzicsuk, Usenyina, Buksza, Oszmak          | 18  | 413,5 | 30,5 |
| 2  | Grúzia           | Dzagnidze, Baciasvili, Javahisvili, Melia, Arabidze         | 18  | 392   | 29   |
| 3  | India-1          | Hanpi, Hárika, Vaisáli, Szacsdev, Kulkarni                  | 17  | 396,5 | 29   |
| 4  | Egyesült Államok | Tokhirjonova, Krush, Yip, Zatonskih, Abrahamyan             | 17  | 390   | 31,5 |
| 5  | Kazahsztán       | Abdumalik, Assaubayeva, Balabayeva, Nakhbayeva, Nurgali     | 17  | 352   | 28   |
| 6  | Lengyelország    | Kashlinskaya, Soćko, Kiołbasa, Malicka, Rudzińska           | 16  | 396   | 30   |
| 7  | Azerbajdzsán     | Mammadzada, Mammadova, Beydullayeva, Balajayeva, Fataliyeva | 16  | 389   | 29,5 |
| 8  | India-2          | Agraval, Rout, Szoumja, Gomesz, Desmuk                      | 16  | 369,5 | 30   |
| 9  | Bulgária         | Salimova, Peycheva, Krasteva, Antova, Radeva                | 16  | 361   | 29,5 |
| 10 | Németország      | Pähtz, Heinemann, Klek, Wagner, Schneider                   | 16  | 344,5 | 29   |
| 11 | Magyarország     | Trang, Gara, Lázárné Vajda, Gaál, Terbe                     | 16  | 340,5 | 28,5 |